# Tiakola
Tiakola, né le 4 décembre 1999 à Bondy en Seine-Saint-Denis, est un rappeur et chanteur français. C'est un ancien membre du groupe 4Keus avant que ce dernier soit mis de côté pour pouvoir lancer sa propre carrière.

## Biographie

### Enfance
D'origine congolaise, William Mundala naît le 4 décembre 1999 à Bondy, en Seine-Saint-Denis, et grandit dans la cité des 4000 située à La Courneuve. Il est le dernier d’une fratrie de huit enfants.
Inscrit dans le club de football du Bourget depuis l'âge de cinq ans, il abandonne le football et le rêve de faire une carrière sportive dans le football à 16 ans, découragé par la concurrence. Il se tourne vers la musique après s'être découvert un talent pour le chant et le rap en accompagnant ses amis lors de sessions d'enregistrement en studio.
Il débute le chant à l'âge de quatre ans à l'église, avec ses sœurs, qui forment une chorale chrétienne,,. Dans une interview Apple Music, il révèle avoir appris la musique grâce à ses tantes, Les Kunda Sisters, un groupe gospel congolais composé de trois sœurs : Peggy Kunda, Lucie Kunda (?-2024) et Eli Kunda.

### Carrière

#### 4Keus (2015-2020)
À partir de 2015, Tiakola est membre du groupe 4Keus, qui se sépare en deux entités en 2017, pour former 4Keus et 4Keus Gang. C'est cette année-là que le groupe connaît son premier succès, avec le titre O'Kartier C'est La Hess (single d'or). 4Keus sort ensuite deux albums, en 2018 (La vie continue) et 2020 (Vie d'artiste), tous deux disques d'or.

#### Carrière solo (depuis 2019)
En avril 2019, sans quitter son groupe, Tiakola se lance dans une carrière solo avec le titre Sombre mélodie, extrait de la compilation CRCLR Mouvement. Au mois de septembre, il apparait sur le titre Mme Caroline de Liim's.
Par la suite, il est invité pour des collaborations par des artistes tels que Dadju, Franglish ou Gazo puis revient en solo en mai 2021 avec le morceau Pousse-toi. Les partenariats musicaux s'enchainent pour Tiakola : Dinos, Alonzo, MHD, Ronisia, Niska, Maes, Gambino la MG... Ses singles solos se font plus rares, mais il travaille sur son premier album.
Le 25 août 2023, Tiakola dévoile Meridian et Special, deux morceaux en collaboration avec le rappeur anglais Dave,. Le premier est accompagné d'un clip vidéo tourné à Paris, Londres et New York. Le morceau Meridian est certifié single d’or avec plus de 15 millions d’écoutes et cette certification devient la plus rapidement obtenue cette année en France, en 29 jours.,,. Cette collaboration franco-britannique est notamment saluée par Drake sur ses réseaux sociaux,,. Le morceau Meridian est par la suite certifié single de diamant 6 mois plus tard.

##### Mélo(2022)
C'est le 21 avril 2022 que sort M3lo, premier extrait officiel de son premier projet. Deux singles plus tard, Si j'savais et Coucher de soleil, Tiakola sort le 27 mai 2022 son premier album Mélo contenant 16 morceaux (20 avec les versions physiques) dont des collaborations avec les rappeurs Hamza, Gazo, Niska, SDM et Rsko. Il est certifié double disque de platine en mars 2023. Il apparaît ensuite sur Fleurs de Gazo, issu de la mixtape KMT, qui connait le succès, notamment grâce à la version que Tiakola fait seul dans ses concerts, virale sur TikTok[source secondaire nécessaire], et single de diamant en février 2023.
Le 12 mars 2023, il se produit pour la première fois à l'Olympia de Paris.

##### La mélo est gangx (2023)
Le 1er décembre 2023, Tiakola et Gazo sortent La mélo est gangx, un album commun de 12 titres contenant deux collaborations avec Skread et Kore. Le 29 juillet 2024, ils sortent un single en collaboration avec la chanteuse belge Angèle.

##### BDLM vol.1 (2024)
Le 20 septembre 2024, Tiakola dévoile BDLM vol.1 (pour "Bienvenue dans le milieu"), sa première mixtape. À sa sortie, le projet contient 17 titres donc 13 en collaboration. Un mois plus tard, un nouveau single est dévoilé en compagnie du rappeur et chanteur KLN, du groupe à succès L2B
Le 14 février 2025, lors de la cérémonie des Victoires de la Musique de 2025, Tiakola se fait nommer deux fois, dont une nomination pour BDLM vol. 1 dans la catégorie "Album de l'année". Il n'obtient pas le prix.
Le 26 et 27 mars 2025, il se produit à l'Accor Arena à guichet fermé,. Le concert du 27 mars 2025 est diffusé gratuitement en direct sur France.tv.
Le 13 juin 2025, il annonce la sortie de Fara Fara Gang, un EP commun de cinq titres avec le rappeur Genezio.

### EA sports FC 25
Formidable un single de Tiakola dans l'ablum BDLM sortie le 20 décembre 2024 est officiellement dans la bande-son du jeu EA Sports FC 25,.

## Affaire judiciaire
Dans la nuit du 16 au 17 novembre 2023, il est placé en garde à vue à Noisy-le-Grand pour dégradations de bien public, à la suite d'une agression dont il a été victime,. Après le concert de Gazo à l'Accor Arena de Paris, il est attaqué avec deux autres hommes, par des inconnus sur l'autoroute A4, au niveau de Noisiel, en Seine-et-Marne. Le parquet décide de classer l'affaire sans suite.

## Discographie

### Album studio
| Titre | Détails de l'album     | Meilleure position | Meilleure position | Meilleure position | Meilleure position | Certifications       |
| Titre | Détails de l'album     | FRA                | WAL                | FLA                | SUI                | Certifications       |
| ----- | ---------------------- | ------------------ | ------------------ | ------------------ | ------------------ | -------------------- |
| Mélo  | - Sortie : 27 mai 2022 | 1                  | 2                  | 40                 | 7                  | France : 3 × Platine |

### Mixtape
- 2024 : BDLM Vol. 1

### Album Collaboratif
| Titre             | Détails de l'album           | Meilleure position | Meilleure position | Meilleure position | Meilleure position | Certifications       |
| Titre             | Détails de l'album           | FRA                | WAL                | FLA                | SUI                | Certifications       |
| ----------------- | ---------------------------- | ------------------ | ------------------ | ------------------ | ------------------ | -------------------- |
| La Mélo est Gangx | - Sortie : 1er décembre 2023 | 1                  | 1                  | 69                 | 3                  | France : 2 × Platine |

### Singles
| Année | Titre                         | Meilleure position | Meilleure position | Meilleure position | Certifications                     | Album                |
| Année | Titre                         | FR                 | WAL                | SUI                | Certifications                     | Album                |
| ----- | ----------------------------- | ------------------ | ------------------ | ------------------ | ---------------------------------- | -------------------- |
| 2021  | Pousse-toi                    | 18                 | —                  | —                  | - France : Platine                 | Booska P Compilation |
| 2021  | Étincelle (Maradona)          | 19                 | —                  | —                  | - France : Platine                 | Mélo                 |
| 2021  | La Clé                        | 50                 | —                  | —                  | - France : Diamant                 | Mélo                 |
| 2022  | M3lo                          | 10                 | —                  | —                  | - France : Platine                 | Mélo                 |
| 2022  | Si j'savais                   | 16                 | —                  | —                  | - France : Platine                 | Mélo                 |
| 2022  | Coucher de soleil             | 31                 | —                  | —                  | - France : Or                      | Mélo                 |
| 2022  | Gasolina (avec Rsko)          | 4                  | 38                 | 57                 | - France : Diamant                 | Mélo                 |
| 2022  | Mode AV (avec Niska & Gazo)   | 6                  | —                  | 67                 | - France : Diamant                 | Mélo                 |
| 2022  | Mise en garde                 | —                  | —                  | —                  |                                    | —                    |
| 2022  | Mayday                        | —                  | —                  | —                  |                                    | —                    |
| 2022  | Sans nouvelle                 | 57                 | —                  | —                  |                                    | —                    |
| 2023  | Meridian (avec Dave)          | 1                  | 7                  | 10                 | - France : Diamant - Belgique : Or | —                    |
| 2023  | Special (avec Dave)           | —                  | —                  | —                  | - France : Or                      | —                    |
| 2024  | T.I.A (A Colors Show)         |                    |                    |                    | - France : Or                      | BDLM Vol.1           |
| 2024  | Manon B (avec Ryflo & Oskoow) | —                  | —                  | —                  | - France : Diamant                 | BDLM Vol.1           |

### Apparitions
- 2019 :
  - Leto avec Naza & Tiakola - Kiffe la mode (sur la mixtape Trap$tar 2)
  - Tiakola - Sombre mélodie (sur la compilation CRCLR Mouvement)
  - Liim's - Mme Caroline
  - Prototype - Pause

- 2020 :
  - Franglish avec Tiakola & Leto - Biberon (sur l'EP Mood)
  - Dadju - Dieu Merci (sur l'album Poison ou Antidote, Édition Miel Book)
  - Liim's - Mood
  - Prototype - Bob Marley (sur l'album Jeune bandit serpent)

- 2021 :
  - Prototype avec Tiakola & Liim's - Cocaina (sur l'album Jeune bandit serpent)
  - Gazo - Kassav (sur la mixtape Drill FR)
  - Chily - 2,3 coups de fil (sur la compilation CRCLR Mouvement 2)
  - Alonzo - Ami ou ennemi (sur la mixtape Capo Dei Capi, Volumes II et III)
  - Dinos - Prends mes lovés (sur l'album Stamina, Memento)
  - MHD - Pololo (sur l'album Mansa)
  - Ronisia - Comme moi (sur l'album Ronisia)
  - Leto - Mapessa (sur l'album 17%)
  - Niska - Joe Pesci (sur la mixtape Le monde est méchant)
  - Niska - Journée (sur la mixtape Le monde est méchant)
  - Tayc - P A S C O M M E Ç A (sur l'album Fleur froide - Second état : la cristallisation)
  - Maes avec Tiakola & Zed - Mardi Gras (sur l'album Réelle Vie 3.0)

- 2022 :
  - Cinco avec Tiakola & Bné - Capi (sur l'album Sacrifices)
  - Gambino La MG - Reste-là (sur la mixtape Gambinerie)
  - Dehmo avec Hache-P & Tiakola - Devant le nine (sur l'album Poetic Bendo II)
  - Théodore - M3 (sur l'EP Aswad)
  - Gazo - Fleurs (sur la mixtape KMT)
  - Chily - Où sont mes amis ? (sur l'album Van Bommel)
  - Rsko - Palavé (sur l'album LMDB)
  - SDM - Redescends (sur l'album Liens du 100)
  - Mig - Quand j'y repense (sur l'album Toujours+)
  - Dosseh - Plus belle la vie, plus belle la mort (sur l'album Trop tôt pour mourir)
  - Zed - Me sauver (sur l'album Soixvnt3)
  - Bushi - Près de Cœur (sur la mixtape Interlude)

- 2023 :
  - Aya Nakamura - Cadeau (sur l'album DNK)
  - Hamza - Atasanté Part. 2 (sur l'album Sincèrement)
  - Zola - Toute la journée (sur l'album Diamant du bled)
  - Jey Brownie avec Flem KGB & Tiakola - Cadenacer (sur l'album Faits divers)
  - Werenoi - Tout seul (sur l'album Carré)
  - Prinzly - Compact (sur l'album Passager (((8))))
  - Jul - Miné sur Paname (sur l'album La route est longue)
  - Joé Dwèt Filé - Délire (sur l'album Daddy 9)
  - S.Pri Noir - Bonsoir Paris (Mama No Cry) (sur l'album La Cour des Miracles)
  - La Fève - 500 (sur l'album 24)
  - Werenoi - Tout seul (sur l'album Carré)
- 2024 :
  - Green Montana avec Tiakola & Josman - Bank (sur l'album Saudade)
  - Mac Tyer - Cargo (sur l'album La vie du triple OG)
  - Naza - Une histoire (sur l'album Nazaland)
  - Genezio - La Melo est dans la bounce (sur l'album Bounce Music)
  - Dinos - Gaùcho (sur l'album Kintsugi)
  - Lyele - 4 Decembre (sur l'album Baked)
  - Wizkid - Aprés mInuit (sur l'album Morayo)
  - SDM avec Tiakola & Skread - J'y pense (sur l'album A la vie a la mort)
- 2025 :
  - Tarik Azzouz - Stabilité (sur l'album Chaque jour)
  - La Mano 1.9 - Crime ensoleillé (sur l'album R.A.T)
  - Asake - Badman Gangsta

## Distinctions
| Année | Travail nommé | Cérémonie               | Récompense                                                 | Résultat   |
| ----- | ------------- | ----------------------- | ---------------------------------------------------------- | ---------- |
| 2023  | Lui-même      | Victoire de la Musique, | Révélation masculine de l'année                            | Nomination |
| 2023  | Mélo          | Les Flammes             | La flamme de la cover d'album de l'année                   | Nomination |
| 2023  | Mélo          | Les Flammes             | La flamme Spotify de l'album de l'année                    | Nomination |
| 2023  | Mélo          | Les Flammes             | La flamme Spotify de l'album nouvelle pop de l'année       | Lauréat    |
| 2023  | Gasolina      | Les Flammes             | La flamme du morceau de l'année                            | Nomination |
| 2023  | Atasanté      | Les Flammes             | La flamme du featuring de l'année                          | Nomination |
| 2023  | Atasanté      | Les Flammes             | La flamme du morceau R&B de l'année                        | Lauréat    |
| 2023  | Soza          | Les Flammes             | La flamme du morceau afro ou d'inspiration afro de l'année | Lauréat    |
| 2023  | Lui-même      | BET Awards              | Best International Act                                     | Nomination |
| 2023  | Lui-même      | Vanity Fair France      | 30 nouvelles têtes                                         | Lauréat    |
| 2024  | Lui-même      | BET Awards              | Best International Act                                     | Nomination |
| 2025  | Lui-même      | Victoire de la Musique  | Artiste masculin                                           | Nomination |
| 2025  | BDLM Vol. 1   | Victoire de la Musique  | Album de l'année                                           | Nomination |
| 2025  | BDLM Vol. 1   | Les Flammes             | La flamme de l’album nouvelle pop                          | Lauréat    |
| 2025  | BDLM Vol. 1   | Les Flammes             | La lamme de la stratégie de lancement d'album de l'année   | Lauréat    |
| 2025  | Lui-même      | Les Flammes             | la Flamme de l'artiste masculin de l'année                 | Lauréat    |